# Jorge Freire
Jorge Freire (Madrid, 1985) es un filósofo, articulista y escritor español. Su último libro hasta la fecha es Los extrañados (2024). Obtuvo un marcado reconocimiento con las obras Agitación. Sobre el mal de la impaciencia (2020), Hazte quien eres (2022) y La banalidad del bien (2023). También ha escrito una biografía de Edith Wharton y un ensayo sobre Arthur Koestler. Colabora como columnista en diversos medios como El País, El Mundo y Letras Libres. La revista El Cultural lo ha incluido entre los diez filósofos cuyas reflexiones marcarán el pensamiento y los debates de las próximas décadas.

## Obra
- Edith Wharton (2015) ISBN 978-8415900757.[10]
- Arthur Koestler: Nuestro Hombre En España (2017) ISBN 978-8417077044. [11]
- Agitación. Sobre el mal de la impaciencia (Páginas de Espuma, 2020) ISBN 978-84-8393-275-9
- Hazte quien eres (Deusto, 2022) ISBN 978-84-234-3364-3.[12]
- La banalidad del bien (Páginas de Espuma, 2023) ISBN 978-84-8393-341-1.[13]
- Los extrañados (Libros del Asteroide, 2024) ISBN 978-84-10178-16-8.[14]
- Palabra de honor (CEU Ediciones, 2025) ISBN 978-84-19976-75-8.[15]

## Premios y reconocimientos
- XI Premio Málaga de Ensayo [16]
- II Premio Sapientia Cordis [17]